# Музичка школа „Стеван Мокрањац” Краљево
Музичка школа „Стеван Мокрањац“ налази се у центру града Краљева, у Србији. Основана је 1954. године, а назив је добила по чувеном српском композитору XIX и XX века, Стевану Стојановићу Мокрањцу.

## Историјат
Октобра месеца, 1954. године, у Краљеву је по први пут уведена школа за основно музичко образовање, али је услед недостатка стручног музичког кадра са радом престала током школске 1955/56. Одлуком Скупштине општине Краљева, школа је по други пут основана 30. јула 1964, са задатком основног музичког образовања деце од 8 до 16 година старости. Школа је тада почела са уписом ђака на гудачком, дувачком, одсеку за клавир и хармонику, те теоријском и другим одсецима. Решењем од 24. децембра 1973, школа је добила назив „Стеван Мокрањац“, по чувеном композитору из XIX и XX века. Делатност школе је од 28. јуна 1979. године проширена и на средње музичко образовање, те од тада својим ученицима нуди оба степена школовања. Школа је 2007. године добила Диплому заслужне организације Општине Краљево. Чланица је Заједнице Музичких и Балетских Школа Србије и Регионалне Заједнице „Централног Региона“.

## Зграда школе
Зграда у којој је школа била смештена претрпела је велика оштећења услед разорног земљотреса, који је Краљево погодио 3. новембра 2010. године, те је касније срушена. Школа је почетком наредне деценије привремено пресељена у зграду у најужем центру града, наспрам позоришта, односно иза Старе хале спортова. Нешто касније је урађен и пројекат изградње новог школског здања, чија реализација није отпочета.

## Образовни профили
Број ученика по школској години прелази цифру 600, а распоређени су на 8 одсека, док колектив броји око 100 професора, наставника и другог особља. Школа је отворена и током летњег распуста, чиме је ученицима и студентима музичких академија омогућено да вежбају у школским просторијама. Школа има и своје истурено одељење у Врњачкој бањи, у оквиру ког функционишу одсеци за клавир, хармонику и виолину.

## Контроверзе
Дневни лист Блиц је крајем 2013. године писао о могућем сукобу интереса директорке школе, Биљане Мирјанић, када је у тексту наведено да су и обе њене ћерке запослене у тој институцији, као професорке клавира, односно виолине.

## Галерија
- Зграда у улици Топлице Милана